# سفارة الهند في أوكرانيا
سفارة الهند في أوكرانيا هي أرفع تمثيل دبلوماسي لدولة الهند لدى أوكرانيا. تقع السفارة في كييف وهي تهدف لتعزيز المصالح الهندية في أوكرانيا.

## وصلات خارجية
- الموقع الرسمي
- قائمة سفارات الهند
- قائمة السفارات في أوكرانيا